# Benavente y Los Valles
Die Comarca Benavente y Los Valles ist eine der zwölf Comarcas in der Provinz Zamora der autonomen Gemeinschaft Kastilien und León.
Sie umfasst 55 Gemeinden auf einer Fläche von 1.366,54 km² mit dem Hauptort Benavente.

## Gemeinden
| Gemeinde                       | Einwohner (2024) | Fläche km² | Dichte Einw./km² | Cod INE | Postleitzahl |
| ------------------------------ | ---------------- | ---------- | ---------------- | ------- | ------------ |
| Alcubilla de Nogales           | 108              | 13,67      | 8                | 49004   | 49696        |
| Arcos de la Polvorosa          | 216              | 12,24      | 18               | 49011   | 49699        |
| Arrabalde                      | 194              | 15,77      | 12               | 49015   | 49696        |
| Ayoó de Vidriales              | 274              | 59,97      | 5                | 49018   | 49619        |
| Barcial del Barco              | 253              | 19,01      | 13               | 49019   | 49760        |
| Benavente                      | 17.246           | 45,12      | 382              | 49021   | 49600        |
| Bretó                          | 166              | 21,69      | 8                | 49025   | 49751        |
| Bretocino                      | 195              | 12,94      | 15               | 49026   | 49698        |
| Brime de Sog                   | 116              | 17,93      | 6                | 49027   | 49629        |
| Brime de Urz                   | 99               | 14,88      | 7                | 49028   | 49622        |
| Burganes de Valverde           | 618              | 33,03      | 19               | 49029   | 49698        |
| Calzadilla de Tera             | 287              | 27,23      | 11               | 49032   | 49331        |
| Camarzana de Tera              | 746              | 47,62      | 16               | 49033   | 49332        |
| Castrogonzalo                  | 430              | 25,03      | 17               | 49041   | 49660        |
| Coomonte                       | 179              | 10,25      | 17               | 49052   | 49783        |
| Cubo de Benavente              | 117              | 31,29      | 4                | 49057   | 49327        |
| Fresno de la Polvorosa         | 114              | 4,07       | 28               | 49075   | 49693        |
| Friera de Valverde             | 127              | 19,93      | 6                | 49078   | 49698        |
| Fuente Encalada                | 89               | 21,00      | 4                | 49079   | 49618        |
| Fuentes de Ropel               | 361              | 48,73      | 7                | 49082   | 49670        |
| Granucillo                     | 104              | 32,48      | 3                | 49092   | 49621        |
| Maire de Castroponce           | 140              | 14,43      | 10               | 49105   | 49783        |
| Manganeses de la Polvorosa     | 641              | 16,37      | 39               | 49109   | 49694        |
| Matilla de Arzón               | 157              | 30,25      | 5                | 49113   | 49692        |
| Melgar de Tera                 | 351              | 40,91      | 9                | 49116   | 49626        |
| Micereces de Tera              | 414              | 34,04      | 12               | 49117   | 49624        |
| Milles de la Polvorosa         | 199              | 18,12      | 11               | 49118   | 49699        |
| Morales del Rey                | 517              | 20,14      | 26               | 49128   | 49693        |
| Morales de Valverde            | 150              | 18,01      | 8                | 49130   | 49697        |
| Navianos de Valverde           | 163              | 14,12      | 12               | 49137   | 49697        |
| Pobladura del Valle            | 273              | 14,15      | 19               | 49159   | 49780        |
| Pueblica de Valverde           | 189              | 25,74      | 7                | 49167   | 49697        |
| Quintanilla de Urz             | 97               | 10,10      | 10               | 49170   | 49622        |
| Quiruelas de Vidriales         | 635              | 27,99      | 23               | 49171   | 49622        |
| San Cristóbal de Entreviñas    | 1.318            | 42,53      | 31               | 49187   | 49690        |
| San Pedro de Ceque             | 421              | 49,00      | 9                | 49193   | 49628        |
| Santa Colomba de las Monjas    | 232              | 6,79       | 34               | 49199   | 49699        |
| Santa Cristina de la Polvorosa | 1.027            | 38,94      | 26               | 49200   | 49620        |
| Santa Croya de Tera            | 260              | 21,16      | 12               | 49201   | 49626        |
| Santa María de la Vega         | 290              | 17,88      | 16               | 49203   | 49696        |
| Santa María de Valverde        | 51               | 9,75       | 5                | 49204   | 49333        |
| Santibáñez de Tera             | 358              | 18,98      | 19               | 49205   | 49625        |
| Santibáñez de Vidriales        | 844              | 75,88      | 11               | 49206   | 49610        |
| Santovenia                     | 227              | 32,86      | 7                | 49207   | 49750        |
| La Torre del Valle             | 125              | 16,47      | 8                | 49220   | 49781        |
| Uña de Quintana                | 121              | 29,78      | 4                | 49225   | 49327        |
| Vega de Tera                   | 287              | 44,15      | 7                | 49231   | 49331        |
| Villabrázaro                   | 263              | 23,27      | 11               | 49238   | 49770        |
| Villaferrueña                  | 106              | 20,53      | 5                | 49243   | 49695        |
| Villageriz                     | 64               | 7,18       | 9                | 49244   | 49618        |
| Villanázar                     | 249              | 18,29      | 14               | 49256   | 49697        |
| Villanueva de Azoague          | 381              | 19,19      | 20               | 49257   | 49699        |
| Villanueva de las Peras        | 89               | 16,97      | 5                | 49259   | 49333        |
| Villaveza del Agua             | 163              | 26,32      | 6                | 49271   | 49760        |
| Villaveza de Valverde          | 72               | 12,37      | 6                | 49272   | 49697        |
| Comarca Benavente y Los Valles | 32.901           | 1.366,54   | 24               | –       | –            |